# 하메드 하다디
하메드 에다디 하다디(페르시아어: حامد حداد حدادی, Hamed Ehdadi Haddadi, 페르시아어 발음: [hɑmɛd ɛ hæddɑdi], 1985년 5월 19일~)는 이란의 농구 선수로 키는 2.18m(7'2"), 몸무게는 115kg(254 lbs)이며 포지션은 센터이다. 현재 중국 농구 협회의 쓰촨 블루웨일스 소속으로 활동하고 있다. 이란 농구 역사상 최고의 선수로 여겨지며 2008년 멤피스 그리즐리스에 입단하면서 전미 농구 협회(NBA)에 입성하여 NBA 역사상 최초의 이란 국적 선수가 되었다. 멤피스 그리즐리스에서는 2013년까지 활동하였으며, 이후 토론토 랩터스와 피닉스 선스에서 활동하였다. 2013년에는 이란으로 돌아갔다가 다시 중국에서 선수 생활을 하고 있다.

## 프로 경력

### 이란
하다디는 이란의 프로 농구 팀에서 활동하기 전에는 고향 팀인 샤힌 아바즈에서 활동하였다. 이후에는 이란 농구 슈퍼 리그의 팀인 파이칸 테헤란과 사바 베터리에서 활동하였다. 2004년에는 사남 테헤란에서 활동하기도 하였다. 2007년 8월에는 세르비아 리그의 파르티잔 베오그라드에서 입단 제안을 보냈으나, 사바 배터리에서 계속 활동하기 위하여 거부하였다. 2008년에는 사바 배터리 소속으로 아시안 클럽 선수권 대회에서 우승하였다.
하다디는 2011년 NBA 록아웃 기간 동안에는 고향팀 멜리 하파리 아바즈와 단기 계약을 맺었으며, 이 기간 동안에 하다디는 급여를 받지 않고 활동했다.
2013년 오프 시즌 동안에는 풀라드 마한과 단기 계약을 맺었으며, 이 기간 동안에 팀이 카타르의 알라이얀을 꺾고 2013년 FIBA 아시아 챔피언스컵 우승에 기여하였다. 이후 하다디는 중국 프로 농구의 쓰촨 블루웨일스에서 잠깐 뛰었으며, 나머지 시즌을 뛰기 위하여 이란의 마흐람 테헤란로 이적하였다.
2016년 3월 9일 이란 슈퍼리그의 페트로치미 반다르 이맘과 계약하였다. 하지만 중국 프로 농구 결승전에서 뛰기 위해 페트로치미 데뷔를 미뤘다. 하다디는 쓰촨에서의 2016-17 시즌이 끝난 이후에 페트로미치로 복귀하여 2017-18 시즌에 걸쳐 활동하였다.

### 아랍에미리트
2003년에 아랍에미리트 리그의 두바이 연고의 알나스르 BC에서 단기간 활동하였다.

### NBA

#### 멤피스 그리즐리스
하다디는 2004년 NBA 드래프트 이전에 드래프트 참가를 선언하였다. 하지만 하다디는 드래프트에서 지명되지 않았고 따라서 어느 NBA 팀과도 계약할 수 있는 자유계약 신분이 되었다.
하다디는 2008년 하계 올림픽 NBA 팀들로부터 제안을 받았으며, 올림픽 이후에 계약할 것이라고 선언했다. 하지만 미국 회사와 이란 국민과의 거래와 관련한 법적인 제약 때문에 복잡한 문제가 있었다.
2008년 8월 28일 전미 농구 협회(NBA)의 멤피스 그리즐리스와 자유계약 신분으로 계약했다. 그는 2008년 10월 7일에 벌어진 휴스턴 로키츠와의 그의 첫 NBA 프리 시즌 경기에서 17분 동안 4득점을 기록하였다.
하다디는 멤피스 그리즐리스 소속 프리시즌 6경기에서 평균 9.7분 동안 1.7 득점, 3.3 리바운드를 기록하였다. 또한 12월 30일에는 피닉스 선스와의 경기에서 정규시즌 첫 경기를 치렀으며, 4분 간 뛰며 자유투 2개를 성공시키고 1개의 리바운드를 기록하였으나 경기에서는 패하였다.
2008년 11월 25일, 멤피스는 하다디를 NBA D-리그의 다코타 위저즈로 보냈다. 2008년 12월 23일 화요일에 그리즐리스로부터 다시 콜업 되었으며, 2009년 3월 30일에 열린 골든스테이트 워리어스와의 경기에서 그 당시 커리어 하이 수준이었던 성적인 10 득점, 8 리바운드, 1 블록을 10분 이내에 기록하여 팀을 승리로 이끌었다.
2011년 12월 31일 130만 달러에 멤피스 그리즐리와 1년 재계약을 맺었다. 2012년 4월 17일에는 미네소타 팀버울브스와의 경기에서 12분 간 8 득점을 기록하며 팀을 승리로 이끌었으며, 2012년 7월 28일에는 멤피스 그리즐리스와 재계약을 맺었다.
2013년 1월 30일에는 3자 간 트레이드의 일부로써 루디 게이와 함께 토론토 랩터스로 트레이드되었다. 이 3자 트레이드에서는 호세 칼데론이 토론토에서 디트로이트 피스턴스로, 에드 데이비스와 2013년 드래프트 2라운드 지명권이 토론토에서 멤피스로, 테이션 프린스와 Austin Daye가 디트로이트에서 멤피스로 트레이드되었다.
그러나 하디디는 캐나다 입국과 관련된 이슈 때문에 즉시 랩터스에 합류하지는 않았으며, 결과적으로 랩터스에서 한 경기도 뛰지 않았다.

#### 피닉스 선스
2013년 2월 21일 토론토 랩터스는 하다디와 드래프트 2라운드 지명권을 피닉스 선스로 보내는 대신 서배스천 텔페어를 영입했다. 선스에서 활동하는 동안, 하다디는 이란의 국제전화 국가 번호인 98번을 등번호로 사용하였다.
하다디는 2013년 3월 6일의 원 소속팀인 랩터스와의 경기까지는 선스에서 뛰지 않았다. 2013년 3월 9일에는 휴스턴 로키츠를 상대로 107-105로 승리한 경기에서 28분 동안 6 득점, 3 블록과 함께 커리어 하이인 11 리바운드를 기록하였다. 짧은 기간동안의 좋은 활약에도 불구하고, 2013년 6월 29일 방출되었다.

### 중국
2013년 9월 중국 프로 농구 리그인 중국농구협회(CBA)의 아시아 쿼터 추가에 따라 쓰촨 블루웨일스와 계약하였다.
2014년 9월 15일에는 칭다오 더블스타 이글스와의 계약에 동의하였다. 이글스는 하다디의 활약에 힘입어 2014-15 시즌에 최고의 팀 중 하나가 되었다. 하다디가 칭다오에서 활약하는 동안, 그는 평균 20.4 득점, 13.9 리바운드, 3.7 도움, 2.3 블록을 기록하며 팀의 큰 활약에 기여하였다. 하지만 그의 활약에도 불구하고 칭다오는 하다디와 재계약 하지 않았다.
2015년 9월 아시아 쿼터로 그 시즌 최악의 성적을 기록한 쓰촨 블루웨일스에 복귀하였고 쓰촨이 팀 역사상 최초의 CBA 플레이오프 진출에 기여하였다. 하다디는 팀이 1라운드에서 저장 라이언스, 2라운드에서 신장 플라잉타이거스를 상대로 승리하였고, 챔피언십 시리즈에서 랴오닝 플라잉레오퍼드와 대결하게 되었다. 이후 이란의 페트로치미 반다르 이맘으로 이적하기 전에 블루웨일스에서의 마지막 임무를 수행하였다. 쓰촨이 랴오닝을 결승 시리즈에서 4-1로 물리치는 데 기여하여 CBA 결승전 최우수 선수로 선정되었다. 하다디가 커리어에서 마지막으로 고국 팀에서 활동하기 전에는, 두 명의 외국인 선수가 허락된 예외 선수로서 쓰촨에 복귀하였다.
하다디는 중국 프로 농구에서 1년 간 떠나 있다가 다시 복귀하였으며, 이번에는 신장 플라잉타이거스에서 선발 센터로서 활동하였다.

## 국가대표팀 경력
하다디는 이란 유스 대표팀과 청소년 대표팀에서 활동하며 2002년 아시아 U-18 선수권 대회에서 은메달, 2004 아시아 U-20 선수권 대회에서 금메달을 획득하였다. 또한 성인 대표팀에서는 2004년과 2005년 서아시아 선수권 대회에서 금메달을 획득하였다.
이후에도 이란 대표팀의 핵심 선수로 활약하며 2006년 아시안 게임에서 동메달, 2007, 2009, FIBA 아시아 선수권에서 금메달을 획득하였다. 특히 대표팀이 우승을 차지한 아시아 선수권 대회 3대회 모두 최우수 선수(MVP)로 선정되었다.
2008년에 베이징에서 열린 2008년 하계 올림픽에 참가하여 최다 블록과 최다 리바운드를 기록하였다. 2009년 윌리엄 존스컵에서는 요르단과의 난투극에 관여하였다. 이로 인해 이 대회에서 이란은 6승 2패를 기록하였음에도, 7승 1패의 요르단을 제치고 우승을 차지하였다.
하다디는 FIBA 아시아 선수권에서 이란이 연속 우승을 하는데 기여하였는데, 특히 2009년 대회에서 이란은 요르단을 준결승에서 77-75로 물리쳤으며, 개최국인 중국팀을 70-52로 물리쳤다.
2020년 하계 올림픽 예선 라운드에서는 18 득점을 기록하였으나 프랑스에게 패하였다.